# Monarca bru
El monarca bru (Clytorhynchus pachycephaloides) és un ocell de la família dels monàrquids (Monarchidae).

## Hàbitat i distribució
Habita boscos densos de Nova Caledònia i les illes Vanuatu, incloent les Banks i Torres.